# نيسان أرمادا
نيسان أرمادا (بالإنجليزية: Nissan Armada) هي سيارة عائلية رباعية الدفع تنتجها شركة نيسان من طراز السيارات العائلية السريعة. بدأ صنعها في عام 2003 في مصنع نيسان في كانتون، ميسيسيبي الولايات المتحدة واستمرت بالتصنيع هناك حتى عام 2015. بدأ تصنيع الجيل الثاني من نيسان أرمادا بمصنع نيسان بمدينة يوكوهاشي اليابانية ابتداءً من عام 2016.

## الاسم
سميت نيسان أرمادا حينما بدأ تصنيعها عام 2004 بـ نيسان باثفيندر أرمادا (بالإنجليزية: Nissan Pathfinder Armada) وفي عام 2005 أختصر الاسم إلى نيسان أرمادا (بالإنجليزية: Nissan Armada).

## التصميم
نيسان أرمادا سيارة ذات حجم ضخم والذي قد يشكل في بعض الأحيان عيباً. وتتسع ارمادا لـ8 ركاب (2 في الأمام، 3 في الوسط و3 في المؤخرة). جميع مقاعد الأرمادا صممت على شكل مدرجات الملعب، حيث لا تتساوى صفوف المقاعد في نفس الارتفاع مما يتيح رؤية واضحة لجميع الركاب. من جهة أخرى، تستطيع نسيان أرمادا سحب 4,100 كيلو خلفها.
وقد تم تصميم هيكل نيسان أرمادا الأساسي على تصميم نيسان F-Alpha والذي تم استخدامه أيضاً مع نيسان تيتان ونيسان اكسترا ونيسان فرونتير والشكل الجديد لنيسان باثفيندر.
وقد تم صنع شبيه لـنيسان أرمادا من شركة انفينتي -التابعة لشركة نيسان موتورز- في سيارة انفينتي كيو اكس 56.

## المحرك والاداء

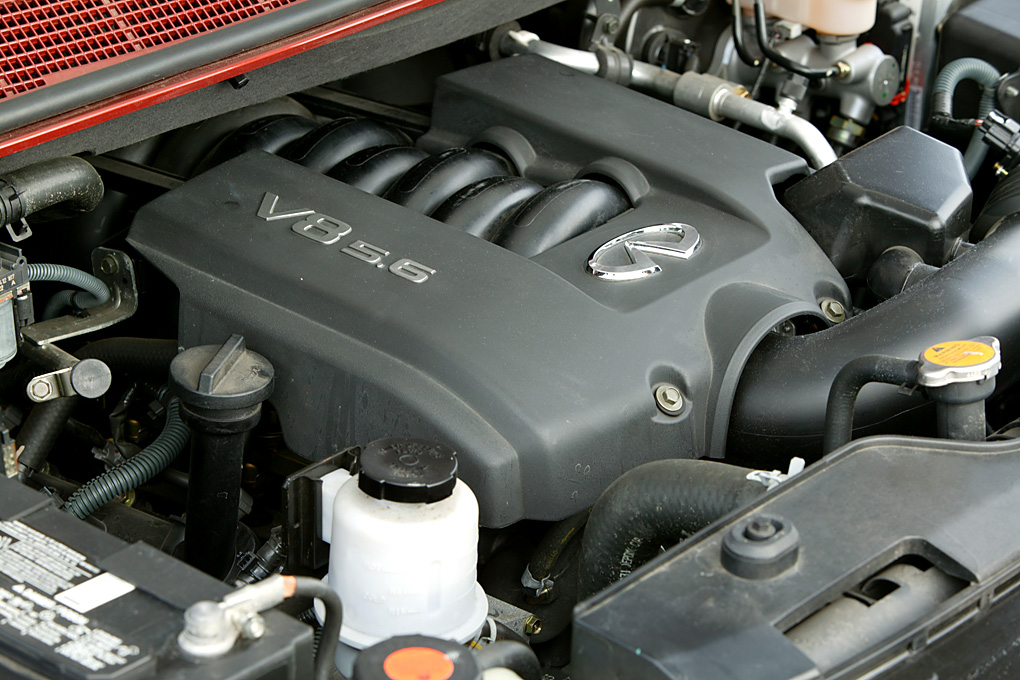
محرك VK56DE مستخدم لسيارة من نوع انفينتيبمحرك

نيسان VK56D على شكل V' ذو سعة 5600 سي سي، و8 أسطوانات. وناقل حركة أوتوماتيكي بخمس سرعات، تستطيع نيسان أرمادا توليد قوة مقداراها 317 حصان وسرعة تصل إلى 220 كم/س. أيضاً، صمم نوعان منها، الأول ذو دفع رباعي والثاني يعمل بنظام الدفع الخلفي.

## التطوير

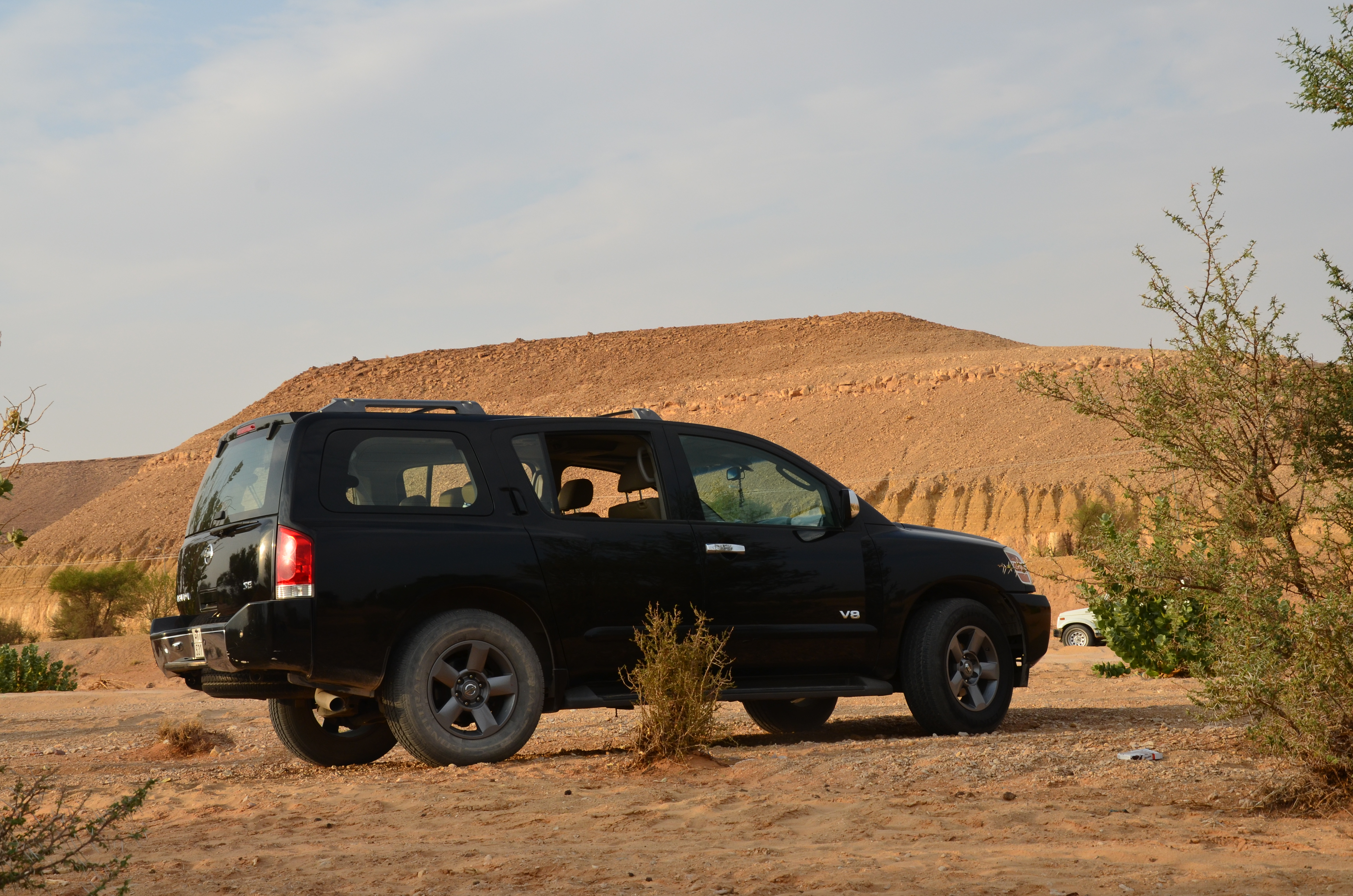
أرمادا 2006

تم إعادة تصميم جزئية للسياره في الموديل 2008 بحيث تم إزالة الجزء المعدني من كلا الصدامان الأمامي والخلفي. وقامت نيسان أيضاً بتنصيب كاميرا في الباب الخلفي وذلك لتسهيل عملية الرجوع للخلف، كما قامت بوضع حساسات للحركة في الصدام الأمامي تسهيلاً لعملية إيقاف السيارة. اما من الداخل، ضم الموديل 2008 نظام سمعي من شركة بوز الأمريكية الرائدة في مجال الصوتيات. وقامت أيضاً بتزويد -إصدارات LE- بنظام ملاحة يعمل بالقمر الصناعي بجانب كمبيوتر مركزي لإدارة مهام وخصائص السيارة -يوجد في جميع الإصدارات-. ووضعت نيسان نظام تشغيل اقراص دي في دي DVD مع شاشة علويه قابلة للطي لعرض الوسائط.
وفي 2009 كان التطوير بسيطاً بعض الشيء، فقد قامت نيسان بإضافة إشارات انعطاف في المرايات الجانبية وقامت بتطوير بسيط من الداخل أيضاً بوضع منفذ لقراءة كروت التخزين.

## عيوب ومشاكل
استناداً على تقارير مستخدمين، فقد احتوت نيسان أرمادا وانفينتي كيو اكس 56 على مشاكل وأعطال كثيرة في مكابح. ولكن قامت نسيان بتعديل تلك العيوب. وقد أثبتت استطلاعات الرأي لمالكي السيارة الرضا عن السيارة بشكل عامة وتلك المشكلة خصوصاُ.

## المبيعات
المبيعات في الولايات المتحدة الأمريكية
| السنة | عدد الوحدات |
| ----- | ----------- |
| 2010  | 19,344      |
| 2011  | 18,311      |
| 2012  | 18,072      |
| 2013  | 14,383      |
| 2014  | 12,593      |
| 2015  | 12,737      |
| 2016  | 14,035      |
| 2017  | 35,667      |
| 2018  | 32,650      |